# Hongshanzi
Hongshanzi (kinesiska: 红山子, 红山子乡) är en socken i Kina. Den ligger i den autonoma regionen Inre Mongoliet, i den norra delen av landet, omkring 530 kilometer nordost om regionhuvudstaden Hohhot. Antalet invånare är 6540. Befolkningen består av 3 120 kvinnor och 3 420 män. Barn under 15 år utgör 13,0 %, vuxna 15-64 år 79 %, och äldre över 65 år 6,0 %.
Genomsnittlig årsnederbörd är 540 millimeter. Den regnigaste månaden är juni, med i genomsnitt 140 mm nederbörd, och den torraste är december, med 3 mm nederbörd.